# Big Jake
Pour plus de détails, voir Fiche technique et Distribution.
Big Jake est un film américain réalisé par George Sherman et John Wayne, sorti en 1971.

## Synopsis
En 1909, au Texas, le gang de John Fain s'introduit sur le domaine des McCandles et kidnappe contre rançon Jake, le petit-fils de Martha. Celle-ci, pressentant un échec des forces de police lancées à la poursuite du gang, appelle à l'aide son mari, Jacob, dont elle est séparée depuis presque 10 ans.

## Fiche technique
- Titre original : Big Jake
- Titre français :  Big Jake
- Réalisation : George Sherman et John Wayne (non crédité)
- Scénario : Harry Julian Fink et R.M. Fink
- Production : Michael Wayne
- Producteur exécutif : John Wayne (non crédité)
- Direction artistique : Carl Anderson
- Décors : Ray Moyer
- Costumes : Luster Bayless
- Photographie : William H. Clothier
- Montage : Harry Gerstad
- Musique : Elmer Bernstein
- Société de production : Batjac Productions
- Société de distribution : A National General Release
- Genre : Western
- Pays : États-Unis
- Langues : anglais, espagnol
- Format : couleurs (en Panavision et Technicolor) ; noir et blanc (photos du générique) - 35 mm - 2.35 : 1 - Mono
- Durée : 105 minutes
- Dates de sortie : 
  - États-Unis : 26 mai 1971 ;
  - France : 13 août 1971
- Affiche : René Ferracci (France)

## Distribution
- John Wayne (VF : Raymond Loyer) : Jacob McCandles
- Maureen O'Hara (VF : Jacqueline Porel) : Martha McCandles
- Richard Boone (VF : Jean Davy) : John Fain
- Patrick Wayne (VF : Bernard Murat) : James McCandles
- Christopher Mitchum (VF : Bernard Tiphaine) : Michael McCandles
- Bruce Cabot (VF : Henri Labussière) : Sam Sharpnose
- Bobby Vinton (VF : Jacques Thébault) : Jeff McCandles
- Glenn Corbett (VF : Jacques Richard) : O'Brien
- John Doucette (VF : Robert Bazil) : Buck Dugan
- Jim Davis (VF : Jean-Henri Chambois) : le chef du lynchage
- John Agar : Bert Ryan
- Harry Carey Jr. (VF : Harry-Max) : Pop Dawson
- Gregg Palmer (VF : Claude Bertrand) : John Goodfellow
- Robert Warner : Will Fain
- Jim Burk : le troupier
- Dean Smith : James William « Kid » Duffy
- Everett Creach : Walt Devries
- Jeff Wingfield : Billy Devries
- Ethan Wayne : Little Jake McCandles
- Hank Worden : Hank, employé du ranch
- Virginia Capers : Delilah
- Bill Walker (VF : Henry Djanik) : Moses Brown
- Jerry Gatlin : Stubby
- Don Epperson : le voyou au saloon d'Escondero

### Non crédités
- Bernard Fox : le berger écossais
- Tom Hennesy (VF : Georges Atlas) : M. Sweet
- Roy Jenson (VF : Pierre Collet) : le tueur aux bains publics d'Escondero
- John McLiam : un officier de l'armée
- Chuck Roberson (VF : Jean Violette) : un Texas Ranger
- Jerry Summers (VF : Gérard Hernandez) : le réceptionniste de l'hôtel
- George Fenneman  (VF : Jacques Thébault) : le narrateur (voix)

## Autour du film
- Big Jake est une « affaire de famille » : le film est produit par Michael Wayne pour la Batjac, la compagnie de production fondée par son père John, coréalisé par celui-ci (bien que non crédité à la mise en scène), interprété par lui et deux autres de ses fils, Patrick et Ethan. En outre, le « Duke » retrouve pour la cinquième et dernière fois Maureen O'Hara (Rio Grande, L'Homme tranquille…), et pour la deuxième fois Richard Boone (après Alamo, et avant Le Dernier des géants, l'ultime film de John Wayne). Dans un des rôles, on peut aussi retrouver Christopher Mitchum, le fils de Robert.
- L'aspect le plus intéressant du film est l'opposition entre le progrès (l'action se situe en 1909) et la tradition, celle-ci étant représentée par le personnage de John Wayne : alors que les Rangers texans ont des difficultés avec leurs automobiles, Wayne/Big Jake vient les aider... à cheval et les laisse finalement loin derrière ! De même, avec sa monture, il se montre plus solide que la moto de son fils Michael.
- Dernier long métrage du réalisateur vétéran George Sherman, ami de John Wayne depuis les années 1930 lorsqu’ils tournaient des westerns pour Republic Pictures. Au moment du tournage, Sherman n'était plus en parfaite santé et supportait mal le climat mexicain. Les jours où Sherman était incapable de travailler en raison de son état, Wayne prenait la direction, mais lorsque le film fut terminé, il insista pour que Sherman soit le seul à être crédité en tant que réalisateur.
- Deux colleys (colorés en noir) ont joué Dog, le fidèle compagnon de John Wayne : Silver et Laddie (un descendant de Lassie) pour les cascades.
- Les automobiles conduites par les Texas Rangers étaient des voitures REO. REO désignait les initiales de son fondateur, Ransom E. Olds, le même homme qui avait créé en 1897 la marque Oldsmobile.

## DVD / Blu-ray
Le film a fait l'objet de trois éditions sur les supports DVD et Blu-ray :
- Big Jake (DVD-9 Keep Case) sorti le 5 février 2004 édité par CBS et distribué par Universal Pictures Vidéo France. Le ratio écran est en 2.35:1 panoramique 16:9. L'audio est en Français 2.0 mono et en Anglais 5.1 avec présence de sous-titres français et anglais. Il s'agit d'une édition Zone 2 Pal[2].
- Big Jake (DVD-9 Keep Case avec fourreau Eddy Mitchell et livret d'anecdotes sur le film) sorti le 27 septembre 2006 édité et distribué par Paramount Pictures Home Entertainment France. Le ratio écran est en 2.35:1 panoramique 16:9. L'audio est en Français 2.0 mono et en Anglais 5.1 avec présence de sous-titres français et anglais. Il s'agit d'une édition Zone 2 Pal[3].
- Big Jake (BD-50 Blu-ray) sorti le 30 novembre 2011 édité par CBS et distribué par Universal Pictures Vidéo France. Le ratio écran est en 2.35:1 panoramique 16:9 natif 1080p. L'audio est en Français et en Anglais Dolby Digital avec présence de sous-titres français et anglais. Il s'agit d'une édition Zone A, B et C[4].